# Versicherungsvertreter – Die erstaunliche Karriere des Mehmet Göker
Versicherungsvertreter – Die erstaunliche Karriere des Mehmet Göker ist ein deutscher Dokumentarfilm aus dem Jahr 2011 über Aufstieg und Niedergang des Unternehmens eines Versicherungsmaklers in Deutschland. Er entstand unter der Regie von Klaus Stern.

## Handlung
Die Dokumentation zeigt, wie Mehmet Göker im Alter von 25 Jahren mit dem Telefonvertrieb von privaten Krankenversicherungen nach eigenen Angaben seine erste Million erwirtschaftete. Sein Unternehmen MEG AG, benannt nach seinen Initialen, steigert den Umsatz stark, und es werden sehr viele neue Mitarbeiter angeworben. Dies geschieht mithilfe hoher Provisionen und Luxusgeschenken, wie Fernreisen und geleasten Sportwagen.
Göker wird als Alleinherrscher dargestellt, der im Jahr 2009 über 1000 Mitarbeiter beschäftigt. Die privaten Krankenversicherer, unter anderem Axa, Hallesche und Central, zahlen immer höhere Provisionen. So kassiert die MEG AG bis zu 8000 Euro für den Abschluss eines einzigen Vertrages. Göker ist zu diesem Zeitpunkt nach eigenen Angaben der zweitgrößte Vermittler von privaten Krankenversicherungen in Deutschland.
In vielen Szenen wird gezeigt, wie Göker sich mit folgsamen Mitarbeitern umgibt, die sich als Zeichen der Ergebenheit das Firmenlogo auf die Handgelenke tätowieren lassen, nachdem Göker dies als Erster vormacht. Es wird ein sektenartiger Kult um die Firma dokumentiert, dem sich die Mitarbeiter nicht mehr entziehen können.
Ein knappes Jahr nach ihrem Verkauf ist die Firma MEG AG zahlungsunfähig und meldet am 28. Oktober 2009 Insolvenz an. Die Staatsanwaltschaft ermittelt bis heute gegen Göker wegen des Verdachts auf Untreue, Insolvenzverschleppung und unlauteren Wettbewerb. Das System seines Strukturvertriebs ist schon 2007 ins Wanken geraten, als Göker wegen Steuerhinterziehung zu 720.000 Euro Geldstrafe verurteilt wird. Mehmet E. Göker soll etwa 21 Millionen Euro private Schulden angehäuft haben.
Das Ende zeigt Göker in seiner Residenz an der türkischen Ägäisküste, wo er mit einer Gruppe von 35 Menschen lebt. Er gibt an, dass die neue Firma Göker Consulting mit 40 Mitarbeitern nicht ihm gehöre, sondern seiner Mutter. Er selbst sei nur ein Angestellter. In einer Werbepräsentation der Göker Consulting wird jedoch Mehmet Göker als Kontaktname mit seiner Kasseler Adresse genannt und im Inhalt ausdrücklich auf seine persönliche Erfahrung im Versicherungsumfeld und seinen Multi-Millionen-Umsatz aus früheren Jahren hingewiesen.

## Erzählform
Der Film wird fast vollständig im O-Ton erzählt. Sprecherstimmen gibt es nicht, wofür die O-Töne vielfach ins Off überlappen, dabei werden mehrfach Zwischentitel und Erklärungen eingeblendet. Gelegentlich wird Hintergrundmusik verwendet.

## Fernsehausstrahlung
Eine 45 Minuten lange Version des Films wurde am 4. Juni 2012 in der ARD ausgestrahlt. Diese Fassung wurde bis Anfang Juni 2015 in Sendern der ARD 33-mal wiederholt. Das 79-minütige Original, das 20.000 Kinozuschauer sahen, wurde im Fernsehen am 1. März 2015 auf 3sat erstausgestrahlt.

## Auszeichnung
Klaus Stern erhielt für den Film den 1. Preis des Helmut-Schmidt-Journalistenpreis 2012.

## Fortsetzung
Klaus Stern drehte eine Fortsetzung des Films, die die weitere Entwicklung darstellt, unter dem Titel Versicherungsvertreter 2 – Mehmet Göker macht weiter. Die TV-Premiere fand am 25. Juni 2015 im WDR Fernsehen statt.